# 極楽寺 (香川県直島町)
極楽寺（ごくらくじ）は、香川県香川郡直島町字高田浦（本村）に所在する高野山真言宗の寺院。本尊は阿弥陀如来。山号は八幡山。

## 歴史
伝承によれば、平安初期の貞観年間（859 – 876）に聖宝（理源大師）がこの地に草庵を結んだのが起源とされる。
後に崇德院（讚岐院）の直島への来島の際、寺号を改めた。また至德年間（1384 – 1386）に来島した増吽僧正が海中より引き上げた阿弥陀如来像を安置された。それが現在の本尊であるという。

## 文化財
直島町指定有形文化財
- 本堂[1]
- 客殿
- 山門
- 鐘楼
- 阿弥陀如来座像（地蔵寺）
- 僧形八幡神座像
- 懸仏（かけぼとけ）
- 御正体石像
- 旧直島領主高原氏墓標群 – 初代高原久右衞門次利らの供養塔
- 敬光院増宥 墓碑

## 境内
- 八幡神社
- 護王神社

## 年間行事
涅槃会（ねはんえ） – 毎年4月29日

## 所在地・アクセス
- 香川県香川郡直島町字高田浦738番地
  - フェリー

サンポート高松：高松～宮の浦 フェリー（四国汽船）で1時間。
宇野港 ：宇野～宮の浦 フェリー（四国汽船）で20分
  - 直島町営バス

宮の浦～本村 バスで10分